# Soy puro mexicano
Soy puro mexicano és una comèdia thriller mexicana de 1942 dirigida per Emilio Fernández Romo i protagonitzada per Pedro Armendariz, Janet Alcoriza i David Silva. La seva trama ha fet comparacions amb l'americana Durant tota la nit estrenada el mateix any.
Els decorats de la pel·lícula van ser dissenyats pel director d'art Jesús Bracho.

## Sinopsi
Un bandit mexicà s'escapa de la presó i s'enreda amb un anell d'agents de l'Eix que estan planejant una invasió de Mèxic.

## Repartiment
- Pedro Armendáriz com Guadalupe Padilla
- Janet Alcoriza com Raquel
- David Silva com Juan Fernández
- Andrés Soler com Osoruki Kamasuri
- Margarita Cortés com Conchita
- Charles Rooner com Rudolph Hermann von Ricker
- Antonio Bravo com Agente X 32
- Alfredo Varela com Pepe
- Pedro Galindo
- Alejandro Cobo
- Miguel Inclán com Pedro
- Armando Soto La Marina com Ángel
- Conchita Sáenz as Mamá com Conchita
- Alfonso Bedoya
- Abelardo Guttiérez
- Egon Zappert
- Ernest Ruschin
- Modesto Luengo
- Stephen Berne com Esbirro de Rudolph
- Max Langler
- Pedro Vargas
- Luis Aguilar com Rafael
- Rogelio Fernández